# سید ابراهیم حجازی
سرتیپ سید ابراهیم حجازی از فرماندهان نظامی و سرپرست شهربانی پس از کشته شدن سرتیپ هوشنگ وحید دستگردی در انفجار دفتر نخست‌وزیری در شهریور ۱۳۶۰ بود.
او پیش از انقلاب در راهنمایی و رانندگی خرمشهر حضور داشته و بعد از پیروزی انقلاب ۱۳۵۷، در سمت‌های ریاست شهربانی خرمشهر، عضو کمیته پاکسازی و بازسازی شهربانی، ریاست پلیس هواپیمایی کشوری، رئیس پلیس تهران و ریاست اطلاعات شهربانی فعالیت کرده بود و پس از انفجار دفتر نخست‌وزیری عضو تیم تحقیقات در خصوص این انفجار بود.وی پس از سرپرستی شهربانی به سمت ریاست حراست کل کشور منصوب شد.
کتاب خاطرات او بنام خاطرات امیرسرتیپ سیدابراهیم حجازی در سال ۱۳۹۵ توسط مرکز اسناد انقلاب اسلامی به نشر رسید.